# Rice megye (Minnesota)
Rice megye az Amerikai Egyesült Államokban, azon belül Minnesota államban található. Megyeszékhelye és legnagyobb városa Faribault. Lakosainak száma 67 097 fő (2020. április 1.).

## Szomszédos megyék
- Dakota megye
- Steele megye
- Waseca megye
- Goodhue megye
- Dodge megye
- Scott megye
- Le Sueur megye

## Népesség
A megye népességének változása:
| Lakosok száma | 64 283 | 64 908 | 64 826 | 65 049 | 65 400 | 67 097 |
|               | 2010   | 2011   | 2012   | 2013   | 2015   | 2020   |